# Diadeemalethe
De diadeemalethe (Alethe diademata) is een vogelsoort uit de familie van de  Muscicapidae (Vliegenvangers)

## Verspreiding en leefgebied
De soort komt voor in westelijk Afrika van Senegal en Gambia tot Togo.